# ماكنزي بورتر
ماكنزي بورتر (بالإنجليزية: MacKenzie Porter)‏ (و. 1990  م) هي مغنية، وممثلة، وعازفة بيانو كندية، تستخدم آلات كمان، وبيانو.

## وصلات خارجية
- ماكنزي بورتر على موقع IMDb (الإنجليزية)
- ماكنزي بورتر على موقع ألو سيني (الفرنسية)
- ماكنزي بورتر على موقع ميوزك برينز (الإنجليزية)
- ماكنزي بورتر على موقع ديسكوغز (الإنجليزية)
- ماكنزي بورتر على موقع قاعدة بيانات الفيلم (الإنجليزية)
- ماكنزي بورتر على موقع كينوبويسك (الروسية)

- ماكنزي بورتر في قاعدة بيانات الأفلام على الإنترنت